# Smita Patil
Smita Patil, née le 17 octobre 1955 à Pune (État de Bombay) et morte des suites d'un accouchement le 13 décembre 1986 à Mumbai (Maharashtra), est une actrice indienne.

## Biographie
Smita Patil est la fille de Shivajirao Girdhar Patil, personnalité du parti politique Congrès national indien, qui a été membre du gouvernement du Maharashtra, et Vidyatai Patil, travailleuse sociale. Elle étudie la littérature à l'université de Bombay (aujourd'hui Mumbai). C'est le théâtre expérimental marathi qui la forme au métier d'actrice. Shyam Benegal, qui lui offrira son premier rôle et avec qui elle travaillera à plusieurs reprises, la remarque alors qu'elle présente les informations sur Bombay TV.

## Carrière
Elle a, au cours de sa brève carrière (douze ans), accepté des rôles très différents dans plus de quatre-vingt films, et, malgré sa prédilection pour le cinéma d'auteur, a aussi joué dans des films commerciaux, en particulier à la fin de sa vie. Elle est avec sa rivale Shabana Azmi une des deux principales actrices du cinéma parallèle indien des années 1980. Le critique américain Elliott Stein dit d'elle :

« A vingt-cinq ans Smita est clairement la reine du cinéma parallèle indien, elle est une icône pour les cinéastes de ce milieu, au même titre qu'Anna Karina pour les jeunes réalisateurs français au début de leur nouvelle vague. Patil n'est pas une beauté classique mais elle resplendit. Elle ne joue jamais faux. »

— Elliott Stein
Connue pour ses convictions féministes,, elle refuse que ses personnages servent de faire-valoir à une star masculine, comme c'est souvent le cas dans le cinéma indien. Beaucoup de ses rôles explorent la place de la femme tant dans la société indienne traditionnelle que face au bouleversement des structures sociales qu'entraine l'urbanisation. Parmi les films emblématiques de ses prises de positions se trouve Mirch Masala, réalisé par Ketan Mehta. Elle y interprète une villageoise, Sonbai, qui convainc l'ensemble des femmes du village de faire barrage au collecteur d'impôt qui la convoite. Sous son influence, les villageoises s'opposent ainsi à leurs époux, qui par crainte de représailles souhaitent que Sonbai cède au collecteur. Les films dans lesquels elle joue mettent souvent en scène des populations pauvres ou marginalisées. Dans Manthan, elle interprète ainsi une harijan (intouchable) qui prend part à la création d'une coopérative laitière. Elle joue également une dalit dans Sadgati, une féroce dénonciation de l'intouchabilité réalisée par Satyajit Ray. Elle fait aussi une courte apparition dans le film de Govind Nihalani Aakrosh, qui traite de l'exploitation des adivasis, les aborigènes de l'Inde, et des discriminations dont ils sont victimes. Son talent est reconnu de son vivant tant en Inde que dans le reste du monde, et en particulier en France : en 1981 elle est interviewée par Charles Tesson pour les Cahiers du cinéma, et elle est honorée par le festival de la Rochelle en 1984.

## Vie privée
Elle épouse l'acteur Raj Babbar, dont elle a un fils, Prateik Babbar, lui aussi acteur. Raj Babbar était marié lorsqu'il l'a rencontré, et sa séparation d'avec son épouse d'alors puis son mariage avec Smita Patil ont fait scandale.

## Filmographie
- 1974 : Mere Saath Chal
- 1974 : Samna
- 1975 : Nishant
- 1975 : Charandas Chor
- 1976 : Manthan
- 1977 : Bhumika
- 1977 : Jait Re Jait (film en marathi)
- 1978 : Kondura
- 1978 : Gaman
- 1978 : Sarvasakshi
- 1980 : Bhavani Bhavai (film en gujarati)
- 1980 : Aakrosh
- 1980 : Albert Pinto Ko Gussa Kyon Aata Hai
- 1980 : The Naxalites
- 1980 : Délivrance (Sadgati)
- 1980 : Tajurba
- 1981 : Chakra
- 1981 : À la recherche de la famine (Akaler Sandhane)
- 1982 : Bazaar
- 1982 : Shakti
- 1982 : Namak Halaal
- 1982 : Umbartha (film en marathi)
- 1983 : Arth
- 1983 : Mandi
- 1983 : Ghungroo
- 1983 : Ardh Satya
- 1983 : Qayamat
- 1984 : Aaj Ki Aawaz
- 1984 : Raavan
- 1984 : Pet Pyaar Aur Paap
- 1984 : Sharaabi
- 1984 : Mera Dost Mera Dushman
- 1985 : Chidambaram (film en malayalam)
- 1985 : Ghulami
- 1985 : Debshishu (film en bengali)
- 1985 : Aakhir Kyun?
- 1985 : Mera Ghar Mere Bachche
- 1986 : Aap Ke Saath
- 1986 : Amrit
- 1986 : Dilwaala
- 1987 : Mirch Masala
- 1987 : Dance Dance
- 1987 : Thikana
- 1987 : Sutradhar
- 1987 : Insaniyat Ke Dushman
- 1988 : Waaris
- 1988 : Hum Farishte Nahin
- 1989 : Galiyon Ke Badshah

## Distinctions

### Récompenses
- 1978 - National Film Award de la meilleure actrice pour Bhumika
- 1982 - Filmfare Award de la meilleure actrice pour Chakra
- 1982 - National Film Award de la meilleure actrice pour Chakra
- 1985 - Padma Shri, la quatrième plus haute distinction civile indienne

### Nominations
- 1978 - Filmfare Award de la meilleure actrice pour Bhumika
- 1983 - Filmfare Award de la meilleure actrice pour Bazaar
- 1984 - Filmfare Award du meilleur second rôle féminin pour Arth
- 1984 - Filmfare Award du meilleur second rôle féminin pour Mandi
- 1985 - Filmfare Award du meilleur second rôle féminin pour Aaj Ki Aawaz